# Михайло Євнутович
Михайло Євнутович (*д/н — 12 серпня 1399) — політичний та військовий діяч Великого князівства Литовського, 2-й князь Заславський.

## Життєпис
Походив з династії Гедиміновичів. Син Євнута, 1-го князя заславського, колишнього великого князя Литовського. Близько 1366 року після смерті батька як молодший син успадкував родинний уділ Заславль в Мінському воєводстві. 1362 року брав участь у битві на Синіх водах, де разом з Патрикієм Наримунтович керував 6-тисячним загоном кіннотників, дії якого в значній мірі сприяли перемозі над татарами.
У громадянській війні 1381—1384 років Михайло Євнутович брав участь переважно на боці князя Ягайло, що дозволило його зберегти володінні та вплив в Мінському намісництві. 1386 року разом з Скиргайлом, Вітовтом, Федором Любартовичем супроводжував великого князя Ягайло до Кракова для укладання шлюбу з королевою Польщі Ядвігою. після весілля мав залишатися в Кракові разом з іншими литовськими князями в якості почесного заручника. Щоб повернутися до Литви вимушений був просити на це дозволу королеви та польського сейму.
Близько 1387 року повернувся до Заславля. Зберігав дружні стосунки з Ягайлом. Висловлюється думка, що міг був призначений Чернігівським або Новгород-Сіверським намісником, проте це достеменно не підтверджено. Багато зробив для розбудови та фактично відновлення Заславського князівства на Мінщини. Тому часто саме Михайло вважають першим Заславським князем. Втім у громадянській війні 1389—1392 років перейшов на бік Вітовта.
У 1390-х роках був прихильником великого князя Литовського, допомагаючи тому боротися проти бунтівних удільних князів та Тевтонського ордену. 1398 році був одним з підписантів литовсько-орденської угоди. У 1399 році на чолі потужного загону брав участь у битві на Ворсклі, де військо Вітовта зазнало нищівної поразки, а Михайло Євнутович загинув.

## Родина
Дружина — (ім'я невідоме) з роду Ольговичів.
Діти:
- Юрій
- Андрій (д/н — після 1404)
- Олександр